# Питер Пэн в багровых тонах
Питер Пен в багровых тонах (англ. Peter Pan in Scarlet) — английский роман писательницы Джеральдины МакКофрин. Это официальное продолжение знаменитой книги Джеймса Барри «Питер и Венди». Книга получила в основном положительные отзывы.

## Сюжет
Прошло много лет со времён первой книги. Венди и её брат Джон завели семьи, а Майкл уже умер. Бывшим Потерянным мальчикам и Венди снятся похожие сны, и Венди понимает, что бомбы времен Великой войны пробили дыры в их мире, превратив его в Нетландию, мечты и идеи просачиваются обратно. Бывшие Потерянные Мальчишки, теперь называющие себя Старыми Мальчишками, решают помочь Венди вернуться к Питеру в Нетландию и снова превращают себя в детей. Однако Питер, хотя и сам по ним скучал, отреагировал на их возвращение абсолютно индифферентно. Он думал только о приключениях и вскоре взял контроль над Весёлым Роджером, переименовав его в Весёлого Питера. Кажется, что он превратился в юного Капитана Крюка, о чём говорят кафтан последнего и тёмный цвет волос.
Через некоторое время к команде присоединяется таинственный путешественник Равелло, который незаметно делает Питера монстром. Но Питер вовремя замечает, что перестал быть собой, и пытается искупить вину перед друзьями. Вскоре выясняется, что Равелло — это Капитан Крюк, который всё-таки уцелел после встречи с крокодилом. После нескольких схваток и побега в горы Питер побеждает его, снова лишив восстановившейся руки. Венди хочет улететь домой, но Питер не может летать, поскольку успел до этого потерять тень, а без неё он не может летать. Поэтому он прощается с друзьями, пообещав ещё встретить.
Крюк в это время снова ставит себе крюковой протез и проклинает Питера.